# جورج أندرياس كرافت
جورج أندرياس كرافت (بالألمانية: Georg Andreas Kraft)‏ هو ملحن ألماني، ولد في 1660 في نورنبرغ في ألمانيا، وتوفي في 1 ديسمبر 1726 في Kaster ‏ في ألمانيا.